# Fredrik Christian Zeidenzopf
Fredrik Christian Zeidenzopf, född 1705, död 1761, var en svensk domkyrkoorganist i Växjö församling.

## Biografi
Zeidenzopf var son till kantor och domkyrkoorganist Ernst Zeidenzopf i Växjö. Zeidenzopf studerade tillsammans med Carl Linnéus vid Växjö gymnasium. Han blev 1743 kantor och tillika 1744 domkyrkoorganist i Växjö församling. 1752 slutade han som kantor i församlingen. Men fortsatte att vara organist ända fram till sin död 1761. Zeidenzopf var även musiklärare vid Växjö gymnasium.